# 欒守鋼
欒守鋼（?—?），山東省歷城縣人，清朝政治人物、同進士出身。
光緒三十年（1904年），會試第239名；殿試登進士三甲第58名，后授以主事分部學習。中華民國成立后，于民国二年（1913年）8月22日擔任甘肅省財政司司長。